# 岡崎譜代
岡崎譜代（おかざきふだい）は、徳川氏（安祥松平家）譜代とされる三河衆のうち、安祥譜代の次に属するとされる古参の家々を指す。
その期間については、諸説ある。上限を松平清康が三河国岡崎城に入った大永4年（1524年）とするのが通説であるが、その前の山中城にいた時期も含めて「山中・岡崎譜代」と称される場合もある。一方、下限については、清康が森山崩れで殺害された天文4年（1535年）説と孫にあたる徳川家康が本拠地を遠江国浜松城に移した元亀元年（1570年）とする説がある。
こうした経緯から、その確定には考証を要するが、代表的な岡崎譜代とされているのは榊原氏・松井氏・高力氏・天野氏・安藤氏などである。
また、近年の新説として、大永年間に松平清康が何らかの事情で安祥城から離れて（安祥松平家ではなく大草松平家系統の）岡崎松平家に婿養子入りしたとする説もあり、その説を採用すると、岡崎譜代には元々岡崎松平家の家臣だった者も含まれている可能性が想定される。